# Trichopteryx unifasciata
Trichopteryx unifasciata är en fjärilsart som beskrevs av Hans Rebel 1910. Trichopteryx unifasciata ingår i släktet Trichopteryx och familjen mätare. Inga underarter finns listade i Catalogue of Life.